# Le Bus Direct (Paris Aéroport)
Le Bus Direct (anciennement Les Cars Air France) était un ensemble de lignes régulières d'autocars entre Paris et les deux grands aéroports d'Île-de-France (Orly et Roissy-CDG), plus une reliant les deux aéroports. Depuis le 12 mai 2016, le Groupe ADP avait repris la main sur le réseau en l’étendant et en l’associant à la marque Paris Aéroport. L’exploitation était assurée par la société Keolis.
Le service est interrompu le 1er avril 2020.
Le 20 août 2020, le Groupe ADP annonce la fermeture définitive du service.

## Histoire
Le service est né en 1930 quand les lignes aériennes Farman offrent aux voyageurs un autocar Renault qui part de Paris et les dépose sur le tarmac du Bourget.
Les autocars Air France sont créés dès l'origine de la compagnie pour acheminer les passagers qui s'enregistrent « en ville ». En 1933, le service concerne les vols au départ du Bourget. En 1946, à l'ouverture de l'aérogare des Invalides, les autocars sont utilisés également pour les vols partant d'Orly.
Le 12 mai 2016, le Groupe ADP reprend la main sur les autocars Air France, rebaptisés Le Bus Direct. Trois nouveaux arrêts sont ajoutés dans la capitale. Les autocars sont intégrés à la marque Paris Aéroport pour harmoniser l’ensemble,.
Le Bus Direct emploie 180 personnes dont 160 sont des conducteurs.
Le 1er avril 2020, le service est suspendu en raison de l'effondrement du trafic aérien consécutif aux restrictions imposées dans le cadre de la lutte contre la pandémie de Covid-19. Le 18 août 2020, Keolis annonce qu'il est « peu probable que les lignes reprennent » et prévoit le reclassement des salariés sur d'autres exploitations franciliennes de l'entreprise.

## Lignes
| Ligne | Caractéristiques | Caractéristiques                               | Caractéristiques                               | Caractéristiques                               | Caractéristiques                                                | Caractéristiques                               | Caractéristiques                               | Caractéristiques                               | Caractéristiques                               |
| 1     | Orly 4 ⥋ Étoile | Orly 4 ⥋ Étoile                                | Orly 4 ⥋ Étoile                                | Orly 4 ⥋ Étoile                                | Orly 4 ⥋ Étoile                                                 | Orly 4 ⥋ Étoile                                | Orly 4 ⥋ Étoile                                | Orly 4 ⥋ Étoile                                | Orly 4 ⥋ Étoile                                |
| ----- | --- | ---------------------------------------------- | ---------------------------------------------- | ---------------------------------------------- | --------------------------------------------------------------- | ---------------------------------------------- | ---------------------------------------------- | ---------------------------------------------- | ---------------------------------------------- |
| 1     | Ouverture / Fermeture — / 1er avril 2020 | Longueur —                                     | Durée 60 min                                   | Nb. d’arrêts 6                                 | Matériel Setra S 416 GT-HDScania OmniExpressScania Interlink-HD | Jours de fonctionnement L, Ma, Me, J, V, S, D  | Jour / Soir / Nuit / Fêtes O / O / N / O       | Voy. / an —                                    | dépôt Orly                                     |
| 1     | Desserte : - Villes et lieux desservis : Aéroport de Paris-Orly et Paris - Gare desservie : Orly 4, Orly 1, 2, 3, Paris-Montparnasse, Champ de Mars - Tour Eiffel et Charles-de-Gaulle - Étoile                                                             |                                                |                                                |                                                |                                                                 |                                                |                                                |                                                |                                                |
| 1     | Autre : - Zones traversées : (ligne hors de la tarification d'Île-de-France Mobilités) - Arrêts non accessibles aux UFR : — - Amplitudes horaires : La ligne fonctionne toute l'année de 4 h 50 à 23 h 35. - Date de dernière mise à jour : 23 avril 2020.  |                                                |                                                |                                                |                                                                 |                                                |                                                |                                                |                                                |
| 1     | Dernière actualisation : — |                                                |                                                |                                                |                                                                 |                                                |                                                |                                                |                                                |
| 2     | Roissy — Porte 3 ⥋ Champ de Mars - Tour Eiffel | Roissy — Porte 3 ⥋ Champ de Mars - Tour Eiffel | Roissy — Porte 3 ⥋ Champ de Mars - Tour Eiffel | Roissy — Porte 3 ⥋ Champ de Mars - Tour Eiffel | Roissy — Porte 3 ⥋ Champ de Mars - Tour Eiffel                  | Roissy — Porte 3 ⥋ Champ de Mars - Tour Eiffel | Roissy — Porte 3 ⥋ Champ de Mars - Tour Eiffel | Roissy — Porte 3 ⥋ Champ de Mars - Tour Eiffel | Roissy — Porte 3 ⥋ Champ de Mars - Tour Eiffel |
| 2     | Ouverture / Fermeture — / 1er avril 2020 | Longueur —                                     | Durée 60 min                                   | Nb. d’arrêts 6                                 | Matériel Setra S 416 GT-HDScania OmniExpressScania Interlink-HD | Jours de fonctionnement L, Ma, Me, J, V, S, D  | Jour / Soir / Nuit / Fêtes O / O / N / O       | Voy. / an —                                    | dépôt Le Mesnil-Amelot                         |
| 2     | Desserte : - Villes et lieux desservis : Aéroport de Paris-Charles-de-Gaulle et Paris - Gare desservie : Aéroport Charles-de-Gaulle 2 TGV, Aéroport Charles-de-Gaulle 1, Neuilly - Porte Maillot, Charles-de-Gaulle - Étoile et Champ de Mars - Tour Eiffel |                                                |                                                |                                                |                                                                 |                                                |                                                |                                                |                                                |
| 2     | Autre : - Zones traversées : (ligne hors de la tarification d'Île-de-France Mobilités) - Arrêts non accessibles aux UFR : — - Amplitudes horaires : La ligne fonctionne toute l'année de 5 h 45 à 23 h 19. - Date de dernière mise à jour : 23 avril 2020.  |                                                |                                                |                                                |                                                                 |                                                |                                                |                                                |                                                |
| 2     | Dernière actualisation : — |                                                |                                                |                                                |                                                                 |                                                |                                                |                                                |                                                |
| 3     | Roissy — Porte 3 ⥋ Orly 4 | Roissy — Porte 3 ⥋ Orly 4                      | Roissy — Porte 3 ⥋ Orly 4                      | Roissy — Porte 3 ⥋ Orly 4                      | Roissy — Porte 3 ⥋ Orly 4                                       | Roissy — Porte 3 ⥋ Orly 4                      | Roissy — Porte 3 ⥋ Orly 4                      | Roissy — Porte 3 ⥋ Orly 4                      | Roissy — Porte 3 ⥋ Orly 4                      |
| 3     | Ouverture / Fermeture — / 1er avril 2020 | Longueur —                                     | Durée 90 min                                   | Nb. d’arrêts 6                                 | Matériel Setra S 416 GT-HDScania OmniExpressScania Interlink-HD | Jours de fonctionnement L, Ma, Me, J, V, S, D  | Jour / Soir / Nuit / Fêtes O / N / N / O       | Voy. / an —                                    | dépôt Le Mesnil-Amelot Orly                    |
| 3     | Desserte : - Villes et lieux desservis : Aéroport de Paris-Charles-de-Gaulle et Aéroport de Paris-Orly - Gare desservie : Aéroport Charles-de-Gaulle 2 TGV, Aéroport Charles-de-Gaulle 1, Orly 1, 2, 3 et Orly 4                                            |                                                |                                                |                                                |                                                                 |                                                |                                                |                                                |                                                |
| 3     | Autre : - Zones traversées : (ligne hors de la tarification d'Île-de-France Mobilités) - Arrêts non accessibles aux UFR : — - Amplitudes horaires : La ligne fonctionne toute l'année de 6 h à 22 h 35. - Date de dernière mise à jour : 23 avril 2020.     |                                                |                                                |                                                |                                                                 |                                                |                                                |                                                |                                                |
| 3     | Dernière actualisation : — |                                                |                                                |                                                |                                                                 |                                                |                                                |                                                |                                                |
| 4     | Roissy — Porte 3 ⥋ Gare Montparnasse | Roissy — Porte 3 ⥋ Gare Montparnasse           | Roissy — Porte 3 ⥋ Gare Montparnasse           | Roissy — Porte 3 ⥋ Gare Montparnasse           | Roissy — Porte 3 ⥋ Gare Montparnasse                            | Roissy — Porte 3 ⥋ Gare Montparnasse           | Roissy — Porte 3 ⥋ Gare Montparnasse           | Roissy — Porte 3 ⥋ Gare Montparnasse           | Roissy — Porte 3 ⥋ Gare Montparnasse           |
| 4     | Ouverture / Fermeture — / 1er avril 2020 | Longueur —                                     | Durée 60 min                                   | Nb. d’arrêts 6                                 | Matériel Setra S 416 GT-HDScania OmniExpressScania Interlink-HD | Jours de fonctionnement L, Ma, Me, J, V, S, D  | Jour / Soir / Nuit / Fêtes O / N / N / O       | Voy. / an —                                    | dépôt Le Mesnil-Amelot                         |
| 4     | Desserte : - Villes et lieux desservis : Aéroport de Paris-Charles-de-Gaulle et Paris - Gare desservie : Aéroport Charles-de-Gaulle 2 TGV, Aéroport Charles-de-Gaulle 1, Paris-Gare-de-Lyon et Paris-Montparnasse                                           |                                                |                                                |                                                |                                                                 |                                                |                                                |                                                |                                                |
| 4     | Autre : - Zones traversées : (ligne hors de la tarification d'Île-de-France Mobilités) - Arrêts non accessibles aux UFR : — - Amplitudes horaires : La ligne fonctionne toute l'année de 5 h 30 à 22 h 45. - Date de dernière mise à jour : 23 avril 2020.  |                                                |                                                |                                                |                                                                 |                                                |                                                |                                                |                                                |
| 4     | Dernière actualisation : — |                                                |                                                |                                                |                                                                 |                                                |                                                |                                                |                                                |